# Apiocera martinorum
Apiocera martinorum är en tvåvingeart som beskrevs av Joseph Hannum Painter 1938. Apiocera martinorum ingår i släktet Apiocera och familjen Apioceridae.
Artens utbredningsområde är Idaho. Inga underarter finns listade i Catalogue of Life.